# Ljungdalens kapell
Ljungdalens kapell är ett kapell i Bergs kommun. Det tillhör Hedebygdens församling i Härnösands stift.
Genom Ljungdalen passerade åtskilliga pilgrimer under medeltiden på sin färd mot Trondheim. Kapellet, uppfört 1956 efter ritningar av Karl-Axel Suwe, är byggt i trä. Utformningen för tankarna till en kåta. Fasaderna täcks av träpanel och taket är klätt med plåt. Invändigt är kapellet helt klätt med träpanel. Av trä är även predikstol, altare och altarskrank. Intill kapellet står en klockstapel, också den av trä. Den färdigställdes för den omgivande begravningsplatsen 1954, två år innan kapellet stod klart.

## Galleri

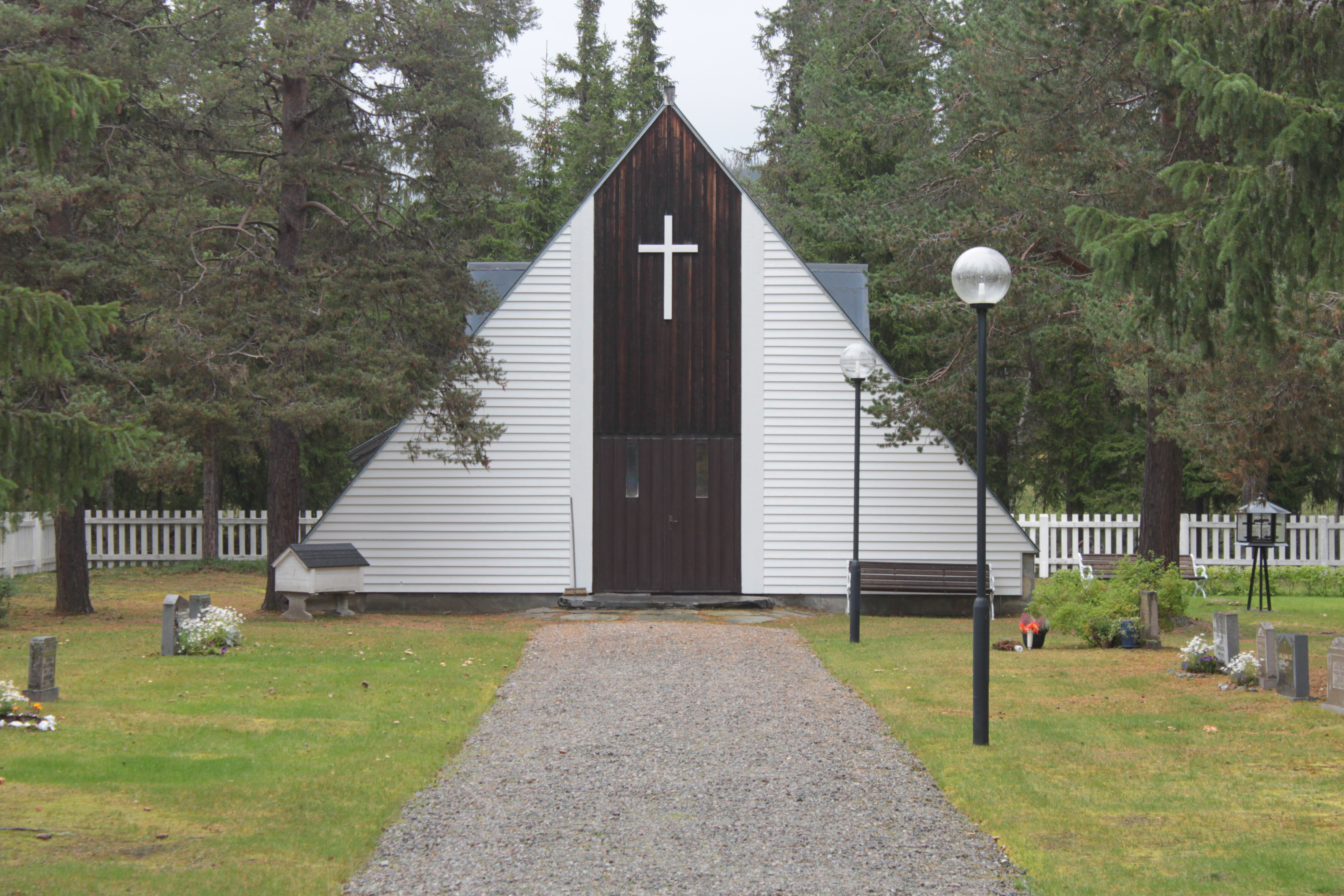
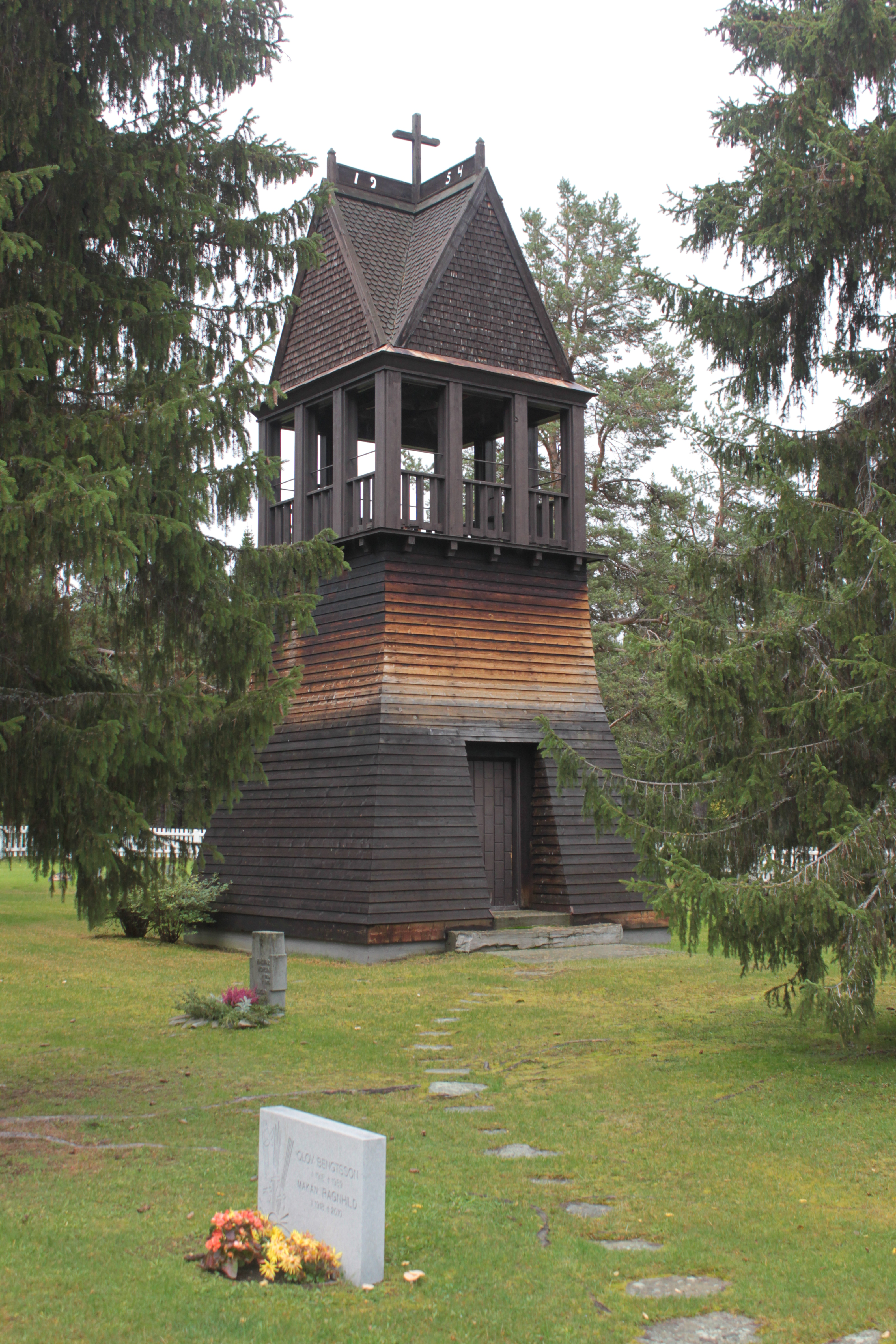